# Sphecodes arnoldi
Sphecodes arnoldi är en biart som beskrevs av Blüthgen 1928. Sphecodes arnoldi ingår i släktet blodbin, och familjen vägbin. Inga underarter finns listade i Catalogue of Life.